# لازمة
اللازِمة أو النتاج (بالإنجليزية: Corollary)‏ في الرياضيات هو بيان يأتي من بديهيات. تتبع به مبرهنة.